# Миколо-Пешношський монастир

Миколо-Пешношський монасти́р — чоловічий монастир РПЦ, що міститься в селищі Луговий Дмитровського району Московської області.

## Історія
Миколо-Пешношський чоловічий монастир був заснований у 1361 році учнем Сергія Радонезького Мефодієм. У XVI столітті під час загального розквіту дмитровських земель розбагатів, торгуючи хлібом з Белозерськом, тоді ж у монастирі почалось кам'яне будівництво, так що до XVII століття дерев'яних будівель у ньому не залишилось. Серед благочинців монастиря московський цар Іван IV Грозний (1533–1584). У 1553 році на шляху в Кирило-Білозерський монастир Пешношу відвідав Іван Грозний. За легендою цар спитав настоятеля Вассіана: «Отче, як краще правити державою?», на що той відповів: «Якщо хочеш бути справжнім самодержцем, то не тримай радників розумніших на себе, тримайся правила, що ти повинен вчити, а не вчитись, наказувати, а не слухатись. Тоді будеш твердим на царстві та грозою для вельмож». Після цього цар подарував монастирю село Суходол та 25 сіл Суходольської волості.
У Смутні часи монастир зайняли польські загони. У 1700 році його приписують до Троїце-Сергієвого монастиря після чого він занепадає, а у 1764 році його взагалі ліквідували. Втім вже у 1766 року його відновили стараннями доброчинців, а при архімандриті Макарії (1788–1811) монастир стає однією з найкраще облаштованих обителей Росії, його називають «другою Лаврою».
Занепад повторився вже за радянської влади — спочатку його передали філії Дмитровського краєзнавчого музею, а в 1927 і монастир, і музей взагалі зачинили, а в його будівлі розмістили Дім інвалідів Мособлсоцзабезу. Втім, уже в 1960-х і на початку 1970-х було відреставровано деякі храми та укріплення монастиря. З 1966 року на території розташовується психоневрологічний інтернат. У 2007 році почалось повернення монастиря віруючим, 2 вересня 2007 року відбулось урочисте відкриття монастиря, митрополит Крутицький та Коломенський Ювеналій провів у Сергієвому храмі перше за 80 років богослуження.

## Назва
Сергій Радонезький запропонував своєму учню Мефодію поставити свою келію на місці, де в річку Яхрому впадає невеличка річка. Він сам носив матеріали для будівництва монастиря: «пеш нося деревья через речку» через що та отримала назву Пешноша, а згодом цю назву отримав і монастир на її березі.

## Монастирські храми
До складу монастиря входять такі храми: прп. Мефодія Пешношського, храм Стрітення Господнього, храм преподобного Сергія Радонезького. Також у селі Пустинь Дмитровського району знаходиться подвір'я Богородицерождественського храму який був збудований у 1547 році.
До нашого часу в монастирі зберігся білокам'яний собор святитетя Миколая. Собор документально не датований, але стиль його архітектури вказує його до кінця XV століття. У XVII до нього була прибудована невелика західна паперть, яка охоплює храм з трьох сторін. У XIX столітті до собору була прибудована трапезна в псевдоготичних формах.
Церква під монастирською дзвіницею була освячена на честь святого преподобного Мефодія ігумена Пешношського. Також в монастирі зберігається трапезна палата з храмом на честь Стрітення Господа Ісуса Христа споруджена у першій половині XVI століття і перебудована на рубежі XVII—XIX століть.
У 1811–1829 роках у монастирі була зведена лікарняна церква святителя Дмитрія Ростовського. Надворотна Спасо-Преображенська церква в опису 1700 року вказана як нова будівля. До того ж періоду належить церква в ім'я преподобного Сергія Радонезького. У цій церкві зберігається головна святиня обителі — мощі засновника монастиря преподобного Мефодія. Над його могилою і була зведена ця церква.

## Святі подвижники
З монастирем пов'язано життя багатьох святих подвижників, чимало з них досягли святости. Серед них преподобний Мефодій Пешношський(†1392), святитель Варсонофий Казанський (†1576), блаженний Іона Пешношський (†1737). Окрім того у монастирі чинили свій подвиг ряд монахів, які на Ювілейному Архієрейському соборі 2000 року зачислені до лику святих: Герасим (Мочалов, †1936), Іоасаф (Шахов, †1938), Миколай (Салтиков, †1937), Симеон (Кульгавець, †1938) і Аристарх (Заглодін-Кокорєв, †1937). У селі Княжево Дмитровського району 40 років служив, зцілював духовно та тілесно колишній монах Олександр (Жемков, †1967).

## Офіційний сайт
- www.peshnoshamon.ru